# Киевский курень
Ки́евский куре́нь (укр. Київський курінь) — полувоенное формирование ОУН(м) (сторонников А. Мельника). Сформировано в октябре 1941 г. в основном из бывших военнопленных и выполняло функции вспомогательной полиции в оккупированном немецкими войсками Киеве. Во главе куреня стояли представители походных групп ОУН (группы, прибывшие в Киев, курировал О. Ольжич).
Перечень руководителей:
- Андрей Орлик (настоящее имя — Анатолий Конкель) — сентябрь 1941, уволен за злоупотребления. В конце войны под именем Анатолий Орлик он служил в дивизии СС "Галичина" в звании сотника, попал в плен к Западным Союзникам и находился в лагере в Римини (Италия)[2]. Официальная украинская историография заявляет, что ошибочно считать комендантом полиции руководителя бандеровского подполья в Киеве, краевого проводника ОУН Дмитрия Мирона[3]. С этой точкой зрения не согласны некоторые историки, в частности Александр Дюков, считающие именно Дмитрия Мирона, имеющего псевдоним Андрей, руководителем украинского шуцманшафта[4].
- Пётр Захвалынский — с начала октября 1941 г. По утверждению ОУНовских источников, вёл националистическую пропаганду среди полицаев, за что был казнён немцами.
- В. Буткевич — с 1-й половины 1942 г.
- Анатолий Кабайда — с конца июля 1942 г.

В организации и деятельности куреня также приняли участие деятели ОУН С. Сулятицкий, Роман Бида («Гордон»), Богдан Онуфрич («Коник»), Ярослав Гайвас, Иван Кедюлич.
После прибытия 10 октября 1941 г. в Киев Буковинского куреня Киевский курень был с ним объединён, на их основе были сформированы киевская полиция и несколько полицейских батальонов (шуцманшафтов).
Руководство «Куреня» в конце 1941 года было значительно обновлено, к началу 1942 года полностью ликвидированы органы ОУН(м) в Киеве, а некоторые члены организации расстреляны в Бабьем Яру